# André Daufel
André Daufel est un acteur et pasteur protestant belge né David Gabriel Albert Van Offel à Anvers le 4 mars 1919 et mort à Schaerbeek le 22 avril 1975 d'une crise cardiaque.
Après des études d'architecture, il débute comme comédien au Théâtre royal des Galeries, entre en 1946 au Théâtre national de Belgique, puis au Théâtre royal du Parc. Devenu pasteur protestant, il remonte sur scène en 1962.
En 1953, il reçoit l'Ève du Théâtre pour l'ensemble des rôles.

## Théâtre
- 1946 : Le Barbier de Séville de Beaumarchais, mise en scène de Louis Ducreux, Théâtre national de Belgique
- 1974 : Le Saut du lit de Ray Cooney, mise en scène de Louis Verlant, Théâtre royal du Parc

## Filmographie
- 1945 : Adversaires invisibles de Jean Gatti : Jean Lecomte
- 1947 : Le Cocu magnifique d'Émile-Georges De Meyst : Christophe
- 1970 : Les Galapiats : M. Grantham
- 1970 : Le Démon de Sainte-Croix de Teff Erhat : le juge
- 1973 : Incident à Vichy de Jean Allaert et Jean Nergal : un marchand
- 1973 : Féminin-féminin d'Henri Calef et João Correa : le notaire
- 1974 : Les Brigades du Tigre, épisode La main noire de Victor Vicas : Bekelvitch[2]
- 1976 : En toute intimité de João Correa : l'oncle